# Filtar zraka
Filtar zraka ili zračni filtar je filtar koji zadržava grube nečistoće iz zraka, a koristi se za čišćenje zraka koji sadrži manje od 10 g/m³ praha. Filtri za čišćenje zraka (od prašine, dima i slično) najčešće se ugrađuju u sustave za grijanje, ventilaciju i klimatizaciju, ali i u motorna vozila.

## Filtar zraka u pneumatici
Prije ulaska u pneumatske uređaje potrebno je eliminirati nečistoće (vodu kao kapljevinu i paru, kompresorsko ulje, prašinu, produkte korozije). Kompresorsko ulje izloženo je relativno visokim temperaturama u kompresoru (oksidacija) i nije pogodno za podmazivanje pneumatskih uređaja.
Grubi filtar zraka se ugrađuje na ulazu u kompresor, a fini na njegovom izlaznom dijelu. Ulazni (grubi) filtar je napravljen da ima najmanje (minimalne) otpore strujanja, kako bi se osiguralo dobro usisavanje u kompresor.
Fini filtar je uređaj kod kojega se za čišćenje stlačenog zraka koristi više učinaka (efekata). Zrak se usmjerava tangencijalno na stijenke sabirne posude. Zbog centrifugalne sile veće se čestice nečistoće, kao i kondenzat, slivaju niz stijenku posude. Krilca na ulazu stvaraju vrtlog zraka (ciklonsko odvajanje). Koristeći se promjenom smjera strujanja zbog inercijskih sila (tromost), veće čestice i kondenzat padaju na zvonasti štitnik, a odatle na donji dio sabirne posude. Pomoću uloška filtra odvajaju se najsitnije čestice koje su i dalje u struji zraka. Uložak filtra je izrađen od sintetizirane bronce ili mjedi (ponekad od porozne keramike ili filca - pusta) i ima oblik zvona ili krnje piramide. Tijelo filtra je od aluminijske legure ili bronce, a slivna posuda (čašica) od polikarbonata (providna je), tako da se može kontrolirati sadržaj nečistoća.

### Razdvajanje čvrstih od plinovitih tvari
Filtri za plinove mehanički su uređaji koji plinove čiste propuštanjem kroz porozno filtarsko sredstvo  (tkanina, pust, žičano pletivo, porozan papir). Ono zadržava čvrste čestice veće od otvora ili pora, ali i mnogo manje, jer vlakna i niti djeluju slično deflektoru u inercijskim otprašivačima (ciklonsko odvajanje). Razlikuju se filtri za čišćenje industrijskih plinova (obično sadrže i više od 50 g/m³ praha koji potječe od mehaničkih ili kemijskih operacija i koji često treba hvatati radi daljnje preradbe) i za čišćenje zraka (sadrže manje od 10 g/m³ praha, koji gotovo nikada ne treba hvatati). Filtri za industrijske plinove grade se u obliku vreća, cijevi ili komora od uokvirenih ploča, a koriste se u proizvodnji čađe, cementa i kemijskih proizvoda, u željezarama, talionicama, ljevaonicama, mlinovima, u rudarstvu i drugo, dok se filtri za čišćenje zraka (od prašine, dima i slično) najčešće ugrađuju u sustave za grijanje, ventilaciju i klimatizaciju.